# 6-Stunden-Rennen von Daytona 1978

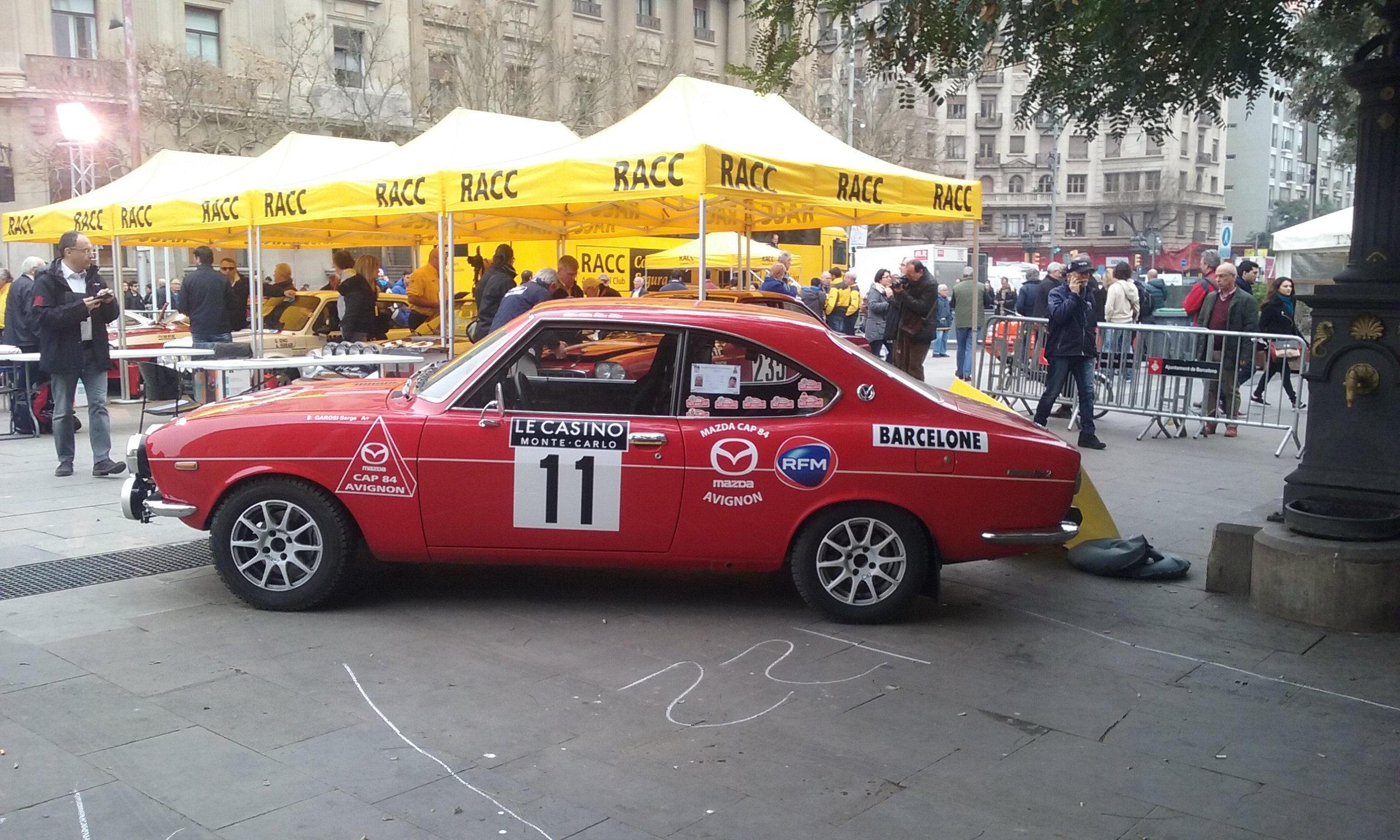
Rennversion des Mazda RX-2

Das 6-Stunden-Rennen von Daytona 1978, auch Pepsi 6 Hours Champion Spark Plug Challenge, Daytona International Speedway, fand am 2. Juli auf dem Daytona International Speedway statt und war der zehnte Wertungslauf der Sportwagen-Weltmeisterschaft dieses Jahres.

## Das Rennen
1978 etablierte sich mit dem 6-Stunden-Rennen für einige Jahre ein zweiter Weltmeisterschaftslauf auf dem Daytona International Speedway. Mit dem 6-Stunden-Rennen von Daytona 1972 darf die Veranstaltung nicht verwechselt werden. In diesem Jahr wurde das 24-Stunden-Rennen wegen der Energiekrise auf eine Fahrzeit von 6 Stunden verkürzt. 1978 wurde mit der World-Challenge der Langstreckenfahrer erstmals seit der Einführung der Sportwagen-Weltmeisterschaft 1953 eine Fahrerwertung innerhalb der Weltmeisterschaft ausgeschrieben. Zu diesem Championat zählte das Rennen, das nur eine Rennklasse hatte. RS beziehungsweise „Regular Sportscars“ war eine Klasse für Tourenwagen, analog der höchsten Fahrzeugklasse, wie sie als Beispiel beim 24-Stunden-Rennen von Spa-Francorchamps der 1970er-Jahre zugelassen waren. Die Fahrzeuge waren technisch einfach und kostengünstig und ermöglichten dem Veranstalter ein großes Starterfeld. Der Rennverlauf war geprägt vom Zweikampf der Mazda-RX-2-Mannschaft von Jim Downing und John Paul senior sowie dem AMC Pacer von Brad Frisselle und Dennis Shaw, den Downing und Paul mit einem Vorsprung von 1 Minute und 20 Sekunden auf die Konkurrenten entschieden.

## Ergebnisse

### Schlussklassement
| 1               | RS | 63 | Jim Downing             | Jim Downing John Paul senior                          | Mazda RX-2              | 143 |
| 2               | RS | 6  | Amos Johnson            | Brad Frisselle Dennis Shaw                            | AMC Pacer               | 143 |
| 3               | RS | 11 | Brumos Porsche          | Don Devendorf Dick Starita Peter Gregg                | Datsun B210             | 142 |
| 4               | RS | 54 | Byron Wever             | Byron Wever James Reeve Cary Palmer                   | AMC Pacer               | 141 |
| 5               | RS | 7  | Amos Johnson            | Dick Barbour Amos Johnson                             | AMC Pacer               | 141 |
| 6               | RS | 09 | Gary Belcher            | Gary Belcher Joe Varde                                | AMC Gremlin             | 138 |
| 7               | RS | 27 | Mike Meyer              | Mike Meyer Rusty Bond                                 | Mazda RX-2              | 138 |
| 8               | RS | 38 | Roger Mandeville        | Diego Febles Roger Mandeville                         | Mazda RX-3              | 136 |
| 9               | RS | 16 | Danny Smith             | Danny Smith Gene Rutherford                           | AMC Gremlin             | 136 |
| 10              | RS | 2  | Jim Roberts             | Jim Roberts Ed Mottern                                | AMC Gremlin             | 136 |
| 11              | RS | 33 | Dennis Bowman           | Dennis Bowman Dennis Colomb                           | Oldsmobile Starfire     | 134 |
| 12              | RS | 23 | Linda Sharp             | Jim Fitzgerald Linda Sharp                            | Datsun B210             | 133 |
| 13              | RS | 94 | Ron Duprey              | Warren Phelps Ron Duprey                              | Chevrolet Vega          | 132 |
| 14              | RS | 47 | Crosby Brothers         | Jim Crosby Bob Crosby Ken Mullins                     | AMC Gremlin             | 132 |
| 15              | RS | 40 | Tom Pyne                | Tom Pyne J. R. Taylor                                 | Ford Pinto              | 132 |
| 16              | RS | 36 | Luis Botero             | Honorato Espinosa Francisco Lopez                     | BMW 2002                | 131 |
| 17              | RS | 49 | Brant Doell             | Buzz Cason Rick Knoop                                 | AMC Concord             | 130 |
| 18              | RS | 93 | Russ Boy                | Russ Boy Art Yarosh                                   | AMC Gremlin             | 130 |
| 19              | RS | 64 | Preston Miller          | Bob Akin Carlos Garza Steve Earle                     | BMW 320i                | 129 |
| 20              | RS | 21 | Andy Vann               | Andy Vann Joel Neshkin                                | AMC Gremlin             | 129 |
| 21              | RS | 67 | Larry Denayer           | Larry Denayer Buddy Cox                               | AMC Gremlin             | 128 |
| 22              | RS | 90 | James Bobo              | James Bobo Terry Parker                               | Mazda RX-2              | 127 |
| 23              | RS | 0  | Bob Lee                 | Guy Church Bob Lee Rick Kump                          | Chevrolet Vega          | 127 |
| 24              | RS | 9  | Jerry Reid              | Billy Hagan Hoyt Overbagh Jerry Reid                  | Ford Pinto              | 125 |
| 25              | RS | 8  | Ray Kessler             | Ray Kessler Guido Levetto                             | Datsun 610              | 122 |
| 26              | RS | 57 | Loon Racing             | Lee Wiese John Poulos                                 | Ford Pinto              | 121 |
| 27              | RS | 34 | Peter Marinelli         | Mike McKee Peter Marinelli Jeff Doehring              | AMC Gremlin             | 119 |
| 28              | RS | 62 | Speight Sugg            | Rick Gaines Speight Sugg                              | BMW 1600                | 112 |
| 29              | RS | 48 | Tom Lyttle              | Ron Jones Tom Lyttle Jim Story                        | Datsun 510              | 111 |
| 30              | RS | 19 | Southwind Enterprises   | Charlie Cook Ralston Long                             | AMC Gremlin             | 109 |
| 31              | RS | 59 | Milton Moise            | Milton Moise Phil Currin                              | AMC Gremlin             | 107 |
| 32              | RS | 17 | Rob Jackson             | Rob Jackson Robert Weaver                             | AMC Gremlin             | 100 |
| 33              | RS | 84 | William Kull senior     | William Kull senior William Kull junior Daniel Bonner | Ford Pinto              | 98  |
| 34              | RS | 3  | Preston Henn            | Preston Henn Hal Sahlman                              | AMC Pacer               | 97  |
| 35              | RS | 69 | Randy Blue              | Carson Baird Bill Shaw                                | AMC Gremlin             | 95  |
| 36              | RS | 37 | Kevin Coffey            | Fred Snow Kevin Coffey                                | Mazda RX-2              | 88  |
| 37              | RS | 81 | Dave Emmert             | Dave Emmert Jerry Walsh                               | Ford Pinto              | 86  |
| Ausgefallen     |    |    |                         |                                                       |                         |     |
| 38              | RS | 30 | Monarch Motor Racing    | Bonky Fernandez Walt Bohren                           | Mazda RX-2              | 125 |
| 39              | RS | 80 | Randy Hoerr             | Scott Hoerr Bobby Allison                             | Datsun 510              | 110 |
| 40              | RS | 86 | Randy Hoerr             | Irv Hoerr Donnie Allison                              | Datsun 510              | 105 |
| 41              | RS | 96 | Gene Felton             | Gene Felton Nick Craw                                 | Buick Skyhawk           | 80  |
| 42              | RS | 72 | Jim Stricklin           | Jim Stricklin Dave Dunkin                             | Datsun 510              | 73  |
| 43              | RS | 51 | Tom Waugh               | Tom Waugh Claude Ballot-Léna                          | AMC Gremlin             | 68  |
| 44              | RS | 02 | Alan Marsh              | Alan Marsh George Drolsom                             | Ford Pinto              | 65  |
| 45              | RS | 88 | Bob Picariello          | Bob Picariello Jim Raptis                             | Plymouth Arrow          | 63  |
| 46              | RS | 1  | E. J. Pruitt            | Gary Ouellette John Carusso                           | Mazda RX-2              | 57  |
| 47              | RS | 92 | Roger Mandeville        | Bill Whittington Don Whittington                      | Mazda RX-2              | 57  |
| 48              | RS | 85 | George Kiricenkov       | George Kiricenkov Tom Ashby                           | Ford Pinto              | 51  |
| 49              | RS | 4  | Juan Lopéz              | Hiram Cruz Juan Lopéz                                 | Datsun 510              | 49  |
| 50              | RS | 28 | Ray Korman              | Ray Korman Kenper Miller                              | BMW 320i                | 49  |
| 51              | RS | 18 | Creative Group          | John Freyre Albert Naon A. T. Garcia                  | Ford Pinto              | 47  |
| 52              | RS | 08 | Keith Swope             | Keith Swope Dale Swope                                | AMC Gremlin             | 46  |
| 53              | RS | 08 | Keith Swope             | Keith Swope Dale Swope                                | AMC Gremlin             | 46  |
| 54              | RS | 26 | Juan Valdes-Pages       | Philip Gutierrez Juan Valdes-Pages                    | AMC Gremlin             | 36  |
| 55              | RS | 78 | Performance Innovations | Rob McFarlin Hurley Haywood                           | Datsun 200SX            | 35  |
| 56              | RS | 03 | Bobby Diehl             | Bobby Diehl Jacques Groleau                           | AMC Gremlin             | 34  |
| 57              | RS | 14 | Cliff Rickmers          | Emory Donaldson Cliff Rickmers Lyn St. James          | BMW 2002                | 33  |
| 58              | RS | 98 | Richard Kitchell        | Richard Kitchell Clint Abernethy                      | AMC Gremlin             | 30  |
| 59              | RS | 22 | Dale Kreider            | Dale Kreider Dave McNeal Jim Lazzaro                  | AMC Gremlin             | 28  |
| 60              | RS | 31 | Randy Davis             | Randy Davis Herb Kanady                               | AMC Gremlin             | 28  |
| 61              | RS | 42 | Quality Car Service     | Manny Matz Stephen Behr                               | BMW 2002                | 27  |
| 62              | RS | 5  | Bill Starcevic          | Bill Starcevic Dan Rice                               | AMC Pacer               | 24  |
| 63              | RS | 73 | David Ellis-Brown       | David Ellis-Brown John Tremblay                       | Volvo 142E              | 20  |
| 64              | RS | 46 | G. H. Sharp             | John Morton G. H. Sharp                               | Datsun 200SX            | 13  |
| 65              | RS | 15 | Larry Parker            | Larry Parker Robert LaMay                             | Ford Pinto              | 12  |
| 66              | RS | 76 | Ricardo Vadia           | Tony Garcia Mauricio de Narváez                       | Chevrolet Cosworth Vega | 11  |
| 67              | RS | 39 | Wayne Barker            | Dermott Meehan Peter Uria Wayne Barker                | Ford Pinto              | 8   |
| 68              | RS | 25 | Ramrod Racing           | Steve Whitman Rod Bannerman                           | AMC Gremlin             | 5   |
| 69              | RS | 04 | Gus Chevres             | Gus Chevres Mandy Gonzalez                            | BMW 2002                | 5   |
| 70              | RS | 82 | North Star Racing       | Bill Johnson Craig Ross                               | Datsun 710              | 5   |
| 71              | RS | 71 | Troy Media Productions  | Gary Witzenburg Richard Ceppos                        | Datsun 710              | 2   |
| Nicht gestartet |    |    |                         |                                                       |                         |     |
| 72              | RS | 01 | George Hair             | George Hair William Harris                            | Datsun 510              | 1   |
| 73              | RS | 29 | Bill Kane               | Bill Kane Donald Flores Phil Panos                    | BMW 2002                | 2   |
| 74              | RS | 35 | Autohaus St. Lucie      | Bill Boye Gary Brooks                                 | Subaru DL               | 3   |
| 75              | RS | 44 | Joe Amato               | Joe Amato Carson Baird                                | AMC Gremlin             | 4   |
| 76              | RS | 45 | Jan Chudziak            | Jan Chudziak                                          | Mazda RX-3              | 5   |
| 77              | RS | 52 | James Reeve             | James Reeve Ford Smith                                | Buick Skyhawk           | 6   |

1 nicht gestartet
2 nicht gestartet
3 nicht gestartet
4 nicht gestartet
5 nicht gestartet
6 nicht gestartet

### Nur in der Meldeliste
Hier finden sich Teams, Fahrer und Fahrzeuge, die ursprünglich für das Rennen gemeldet waren, aber aus den unterschiedlichsten Gründen daran nicht teilnahmen.
| Pos. | Klasse | Nr. | Team       | Fahrer                   | Chassis    |
| ---- | ------ | --- | ---------- | ------------------------ | ---------- |
| 78   | RS     | 4   | Mike Downs | Mike Downs Miles Gupton  | Datsun 510 |
| 79   | RS     | 41  | Chuck Cox  | Chuck Cox Charles Mendez | BMW 320i   |

### Klassensieger
| Klasse | Fahrer      | Fahrer           | Fahrzeug   | Platzierung im Gesamtklassement |
| ------ | ----------- | ---------------- | ---------- | ------------------------------- |
| RS     | Jim Downing | John Paul senior | Mazda RX-2 | Gesamtsieg                      |

### Renndaten
- Gemeldet: 79
- Gestartet: 11
- Gewertet: 37
- Rennklassen: 1
- Zuschauer: unbekannt
- Wetter am Renntag: leichter Regen zur Mitte des Rennens
- Streckenlänge: 6,180 km
- Fahrzeit des Siegerteams: 6:02:12,000 Stunden
- Gesamtrunden des Siegerteams: 143
- Gesamtdistanz des Siegerteams: 883,723 km
- Siegerschnitt: 146,392 km/h
- Pole Position: Gene Felton – Buick Skyhawk (#96) – 2:19,251 = 159,766 km/h
- Schnellste Rennrunde: Jim Downing – Mazda RX-2 (#63) – 2:20,268 = 158,607 km/h
- Rennserie: 10. Lauf zur Sportwagen-Weltmeisterschaft 1978